# Drymaria stipitata
Drymaria stipitata är en nejlikväxtart som beskrevs av Francis Raymond Fosberg. Drymaria stipitata ingår i släktet Drymaria och familjen nejlikväxter. Inga underarter finns listade i Catalogue of Life.